# Рогожский Вал
У́лица Рого́жский Вал — крупная улица в центре Москвы, часть бывшего Камер-Коллежского вала. Расположена в Таганском районе между площадями Рогожская Застава и Абельмановская Застава.

## История
До 1922 года — улица Рогожский Камер-Коллежский Вал. Возникла на участке Камер-Коллежского вала, примыкавшем к Рогожской заставе.

## Описание
Рогожский Вал начинается от площади Рогожская Застава как визуальное продолжение потерявшего ныне значение Золоторожского Вала и проходит на юго-запад до Абельманновской Заставы. Справа к нему последовательно примыкают Школьная, Библиотечная, Вековая улицы, Малый Рогожский переулок, Трудовая и Малая Андроньевская улицы, а слева — Новорогожская улица. За Абельмановской Заставой продолжается как Абельмановская улица. На углу с Новорогожской улицей на территории бывшей автобазы № 4 расположены музей «Московский транспорт» и автошкола.

## Зоны отдыха
Вдоль улицы Рогожский Вал расположено несколько скверов и озелененных зон.
Сквер у входа в вестибюль станции метро «Площадь Ильича» был благоустроен в 2019 году в рамках работ по реконструкции Школьной улицы. Здесь обустроены места для сидения на парапетах, перголы. Есть также станция велопроката.
Зеленая зона вблизи домов 4, 6 и 8 представляет собой сквер, декорированный большими валунами. В 2017 году напротив дома 4 был обустроен новый участок для отдыха – его разбили на месте снесенного самостроя. Территория сквера была спроектирована с учетом пожеланий местных жителей: здесь появился фонтан сухого типа, детская площадка, зона воркаут и уличные тренажеры.
Улица также примыкает к скверу на площади Абельмановская Застава. В зоне отдыха установлены фигурные скамейки, высажены дополнительные деревья.

## Здания и сооружения
По нечётной стороне:
- № 5, строение 1 — ТК «Рогожские Торговые Ряды»;
- № 9/2 — Музей «Московский транспорт». Размещается бывшем в гараже на 286 машин ЗИС 150, построенном в начале 1950-х годов по проекту архитектора В. Ф. Скаржинского[3];

По чётной стороне:
- № 12 — панельный жилой дом. Здесь в 1980-х—1990-х годах жил актёр Леонид Филатов[4].